# Liste der ägyptischen Botschafter in Deutschland
Der Ägyptische Botschafter in Deutschland leitet die Ägyptische Botschaft in Berlin.

## Botschafter
| Ernennung Akkreditierung | Name                                          | Bemerkungen | ernannt von           | Akkreditierung bei der Regierung | Posten verlassen |
| ------------------------ | --------------------------------------------- | --- | --------------------- | -------------------------------- | ---------------- |
| 1925                     | Seifullah Ismail Yusri Pascha                 | (* 1870; † 1949) Am 28. März 1923 zum Staatssekretär im Außenministerium ernannt 22. Jan. 1924 bis 17. Apr. 1925: Botschafter in Washington, D.C. | Fu'ād I.              | Kabinett Luther I                | März 1928        |
| 1929                     | Hassan Nashat                                 | | Fu'ād I.              | Kabinett Müller II               | 1938             |
| 19. Mai 1938             | Mourad Sid-Ahmed Pascha                       | auch Mured Sid Ahmed, Mourad Sid Ahmed Pacha 1931: Bildungsminister 1933–1936: Minister Plenipotentiary of the Egyptian Legation in Bruxelles Vom 4. September 1939 bis 15. Juli 1940: Gesandter in Rom 1942 bot er der Auslandsvertretung des Deutschen Reichs in Genf seine Hilfe bei der Befreiung Ägyptens an. | Faruq                 | Kabinett Hitler                  | 4. Sep. 1939     |
| 4. Sep. 1939             | Schutzmacht                                   | Schweiz | Faruq                 | Kabinett Hitler                  | 30. Mai 1945     |
| 26. Feb. 1945            | Ägypten erklärt dem Deutschen Reich den Krieg | | Faruq                 | Kabinett Hitler                  |                  |
| 30. Mai 1945             | keine Beziehungen                             | | Faruq                 |                                  | 16. Okt. 1953    |
| 16. Okt. 1953            | Ahmed Saroit Bey                              | (* 1900) 4. Februar 1955–1956: Botschafter in Bern | Muhammad Nagib        | Kabinett Adenauer I              | 1955             |
| 1956                     | Ahmed Galal Eddine Abdel Razek                | | Gamal Abdel Nasser    | Kabinett Adenauer II             | 1958             |
| 1958                     | Farid Zayn                                    | | Gamal Abdel Nasser    | Kabinett Adenauer III            | 1959             |
| 1959                     | Ibrahim Sabri                                 | Vereinigte Arabische Republik | Gamal Abdel Nasser    | Kabinett Adenauer III            | 16. Apr. 1964    |
| 16. Apr. 1964            | Gamal Eddin Mansour                           | (* 22. November 1923) 1944: Diplom für Militärwissenschaften der Militärakademie in Kairo, Hauptmann 1953: Diplom für Handelspolitik und Eintritt in den auswärtigen Dienst in Triest, Rom und Belgrad beschäftigt ab 1963 als Gesandter Geschäftsträger in Paris.                                                 | Gamal Abdel Nasser    | Kabinett Erhard I                | 13. Mai 1965     |
| 13. Mai 1965             | keine Beziehungen                             | | Gamal Abdel Nasser    | Kabinett Erhard I                | 18. Juni 1972    |
| 28. Aug. 1973            | Muhammad Ibrāhīm Kāmil                        | | Anwar as-Sadat        | Kabinett Brandt II               | 1977             |
| 28. Apr. 1978            | Omar Ali Sirry                                | | Anwar as-Sadat        | Kabinett Schmidt II              |                  |
| 1981                     | Aisha Rateb                                   | (* 1925) | Anwar as-Sadat        | Kabinett Schmidt III             |                  |
| 1989                     | Ahmed Raouf Mansour Ghoneim                   | | Husni Mubarak         | Kabinett Kohl IV                 | 1993             |
| 1993                     | Mohab Mostafa Mokbel                          | Kronprinzenstr. 2, Bonn | Husni Mubarak         | Kabinett Kohl IV                 | 1996             |
| 2003                     | Muhammad al Orabi                             | [ 6 ] | Husni Mubarak         | Kabinett Schröder II             | 2005             |
| 2009                     | Ramzy Ezzeldin Ramzy                          | [ 7 ] | Husni Mubarak         | Kabinett Merkel II               | 2012             |
| 24. Sep. 2012            | Mohamed Abdelhamid Ibrahim Higazy             | (* 1. November 1955) | Mohammed Mursi        | Kabinett Merkel II               | 2015             |
| 28. Sep. 2015            | Badr Abdelatty                                | [ 9 ] | Abd al-Fattah as-Sisi | Kabinett Merkel III              | 2019             |
| 24. Okt. 2019            | Khaled Galal Abdelhamid                       | [ 10 ] | Abd al-Fattah as-Sisi | Kabinett Merkel IV               | 2024             |
| 22. Nov. 2024            | Mohamed Abdelsattar Mohamed Elbadri           | [ 11 ] | Abd al-Fattah as-Sisi | Kabinett Scholz                  |                  |